# Bucaspor 1928
Bucaspor 1928 ist ein türkischer Fußballverein aus dem Landkreis Buca, der der Provinz Izmir angehört.

## Geschichte
Tire 1922 Spor verbrachte die meiste Zeit seiner Vereinsgeschichte in den regionalen Amateurligen der Türkei. Früher hieß der Verein Izmir Il Özel Idaresi. In der Saison 2012/13 konnte man mit 55 Punkten den zweiten Tabellenplatz der Bölgesel Amatör Lig erreichen. Zu der Saison 2013/14 änderte der Verein den Namen auf Tire 1922 Spor um, nach Abschluss der Saison konnte diesmal der erste Tabellenplatz mit 60 Punkten erreicht werden, damit qualifizierte man sich für die Entscheidungsrunde für die 4. Liga. Dort traf die Mannschaft am 4. Mai 2014 auf Izmirspor, die mit 6:5 nach Elfmeterschießen besiegt werden konnten, nachdem das Spiel nach 120 Minuten mit 0:0 ausgegangen war. Damit wurde der Aufstieg perfekt gemacht.
In der 4. Liga legte Tire einen furiosen Start hin: Am ersten Spieltag besiegte man Bozüyükspor zu Hause mit 3:0, am zweiten Spieltag gewann Tire mit 6:2 bei einem Auswärtsspiel gegen Batman Petrolspor.
Tire 1922 Spor wurde 2020 in Bucaspor 1928 umbenannt.